# 圣伯尔纳堂区教堂 (卡尔斯鲁厄)
圣伯尔纳堂区教堂（德語：St. Bernhard，[zaŋkt ˈbɛʁnhaʁt]、全名：Römisch-katholische Pfarrkirche St. Bernhard in Karlsruhe），又称圣伯尔纳教堂，是位于德国卡尔斯鲁厄东城的天主教新哥特式堂区教堂，靠近杜尔拉赫门（Durlacher Tor）。
教堂面向西方的市中心，塔楼高86米，是全市最高的塔楼，构成了皇帝大街（Kaiserstraße）东端醒目的建筑终点。它与位于城西米尔堡门（Mühlburger Tor）的基督教堂在城市格局上遥相呼应。
圣伯尔纳教堂是原巴登大公国境内重要的新哥特式宗教建筑之一，并被列为具有特殊意义的文化遗产加以保护。

## 历史

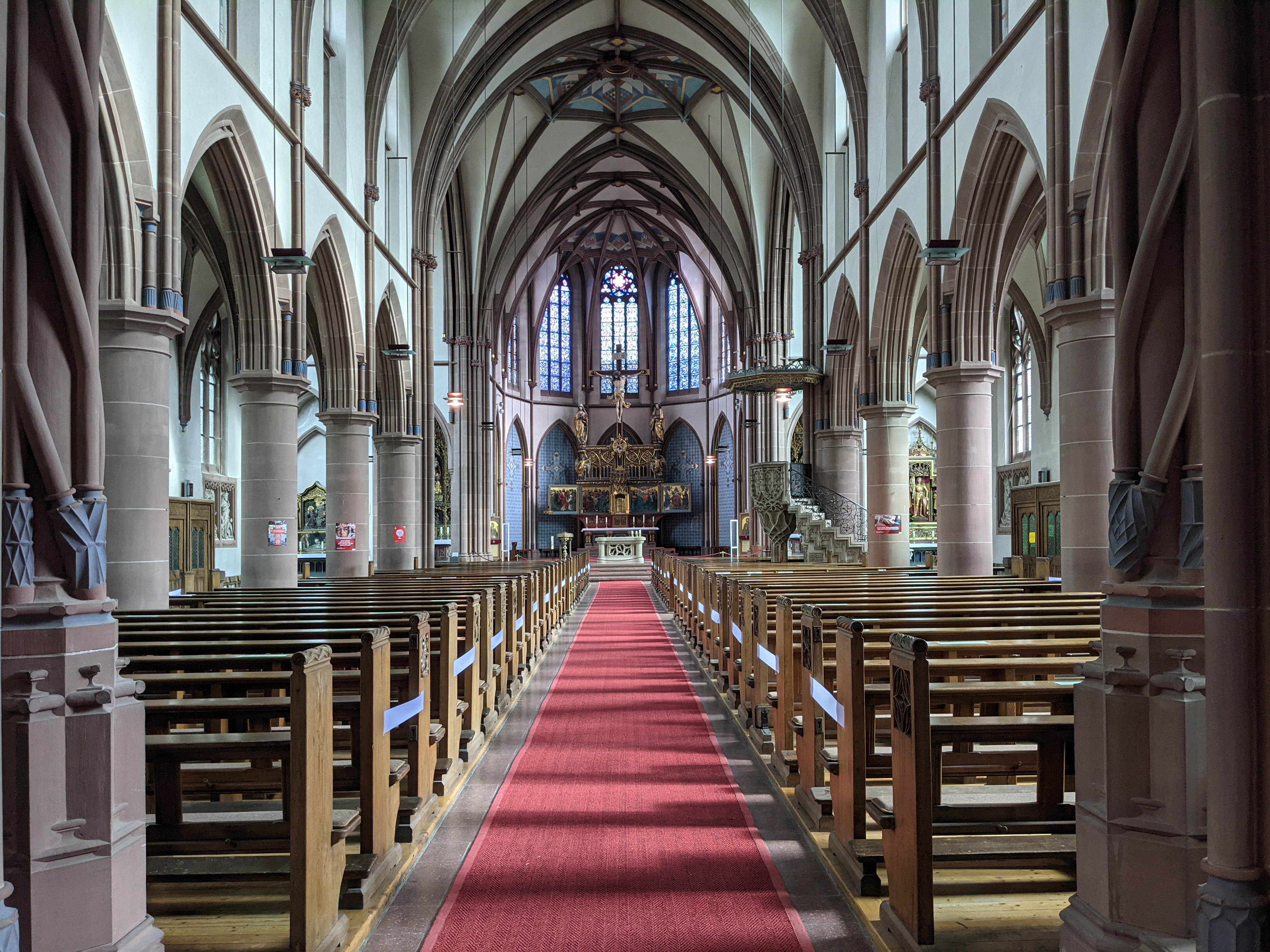
教堂内部

教堂由教区建筑师马克斯·梅克尔设计，建于1893年至1901年间，是卡尔斯鲁厄的第三座天主教堂。在此之前，巴登大公弗里德里希一世（Großherzog  Friedrich I.）已规划将这块面积5200平方米的土地从田园用地改建为城市的第三座堂区教堂。1893年，教堂正式奠基，并于1901年竣工
这座由红色砂岩教堂，一方面体现了大公在宗教关系上寻求调和的努力；另一方面，也反映出19世纪天主教在传统新教地区——巴登（尤其是巴登-杜尔拉赫支系）影响力不断上升的现实，以及卡尔斯鲁厄作为巴登首府对此作出的回应。

## 建筑
教堂为三通道的巴西利卡式建筑，平面呈十字形，采用新哥特式建筑形式，尤其借鉴了1235年至1283年间建造的条顿骑士团圣伊丽莎白教堂（马尔堡）的风格；其单塔式立面参考了弗赖堡大教堂。教堂内部设有一座于1905年完工的高坛，配有受难群像。

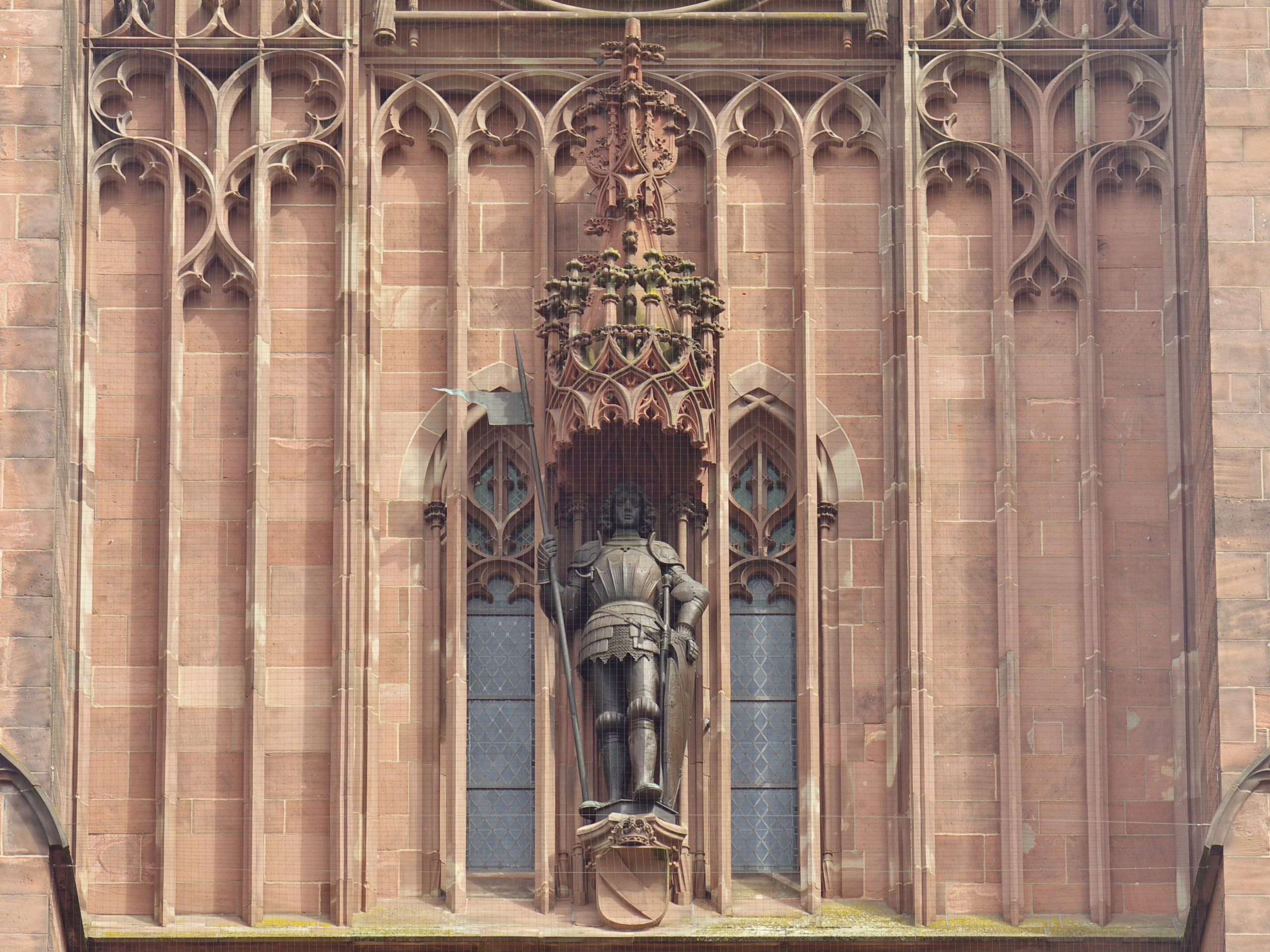
巴登的伯恩哈德二世（Bernhards II. von Baden）雕像

在塔楼西侧 21 米高处立有本堂主保圣人——前巴登藩侯伯恩哈德二世（Bernhard II. von Baden，中文天主教译名亦作圣伯尔纳二世）的雕像，由卡尔斯鲁厄雕塑家弗里多林·迪特舍创作。选择伯恩哈德二世作为本堂主保圣人，既是延续地区的宗教传统，也寓含着对当时巴登大公弗里德里希一世的感激与敬意。

## 钟
教堂现有八座钟，其中七座铜钟由位于菲林根（Villingen）的 B. Grüninger铸造厂于1902年铸造。第二次世界大战期间，其中六座被征用，战后均被寻回并运回卡尔斯鲁厄。1948年，斯图加特的钟匠海因里希·库尔茨将一座受损铜钟重新铸造，并增铸一座新钟，使塔楼内的钟组达到八座。这套八声部钟组被认为是南德世纪之交时期最优美的教堂钟声之一。连同钟楼、钟架、钟具装置及塔楼时钟，它被视为一件具有非凡意义的整体艺术作品。
| 编号 | 名称                                            | 铸造年份 | 质量   | 直径   | 音高  |
| ---- | ----------------------------------------------- | -------- | ------ | ------ | ----- |
| 1    | 圣伯尔纳钟（Bernhard-Glocke）                   | 1902     | 4300kg | 1840mm | b°-3  |
| 2    | 圣伯多禄及圣保禄钟（Petrus- und Paulus-Glocke） | 1902     | 2600kg | 1590mm | c’-3  |
| 3    | 圣若瑟钟（Josephs-Glocke)                       | 1902     | 1680kg | 1400mm | d’-2  |
| 4    | 圣母玛利亚钟（Marien-Glocke）                   | 1948     | 964kg  | 1180mm | f’±0  |
| 5    | 圣康拉德钟（Konrads-Glocke）                    | 1902     | 704kg  | 1030mm | g’-1  |
| 6    | 圣葛莱孟钟（Clemens-Glocke）                    | 1902     | 500kg  | 920mm  | a’-1  |
| 7    | 圣若望钟（Johannes-Glocke）                     | 1948     | 402kg  | 870mm  | b’+1  |
| 8    | 圣佳兰钟（Klara-Glocke）                        | 1902     | 325kg  | 780mm  | c’’+1 |

## 管风琴
教堂的第一台管风琴由海因里希·福伊特父子公司于1905年建造，在第二次世界大战中被毁。战后，教堂先使用临时乐器替代，后于1959年安装了一台新管风琴。
2018年，位于莱昂贝格（Leonberg）的米勒森（Mühleisen）管风琴制造坊为教堂建造了一台新管风琴，设有47个音栓（另有9个经传递或延伸的音栓），配置三层手键盘及脚键盘。

## 扩展阅读
- Annette Ludwig, Hansgeorg Schmidt-Bergmann, Bernhard Schmitt: Karlsruhe. Architektur im Blick. Ein Querschnitt. Röser, Karlsruhe 2005, ISBN 3-9805361-2-2, S. 85.
- Clemens Rehm: Sankt Bernhard in Karlsruhe, 1901/02. In: Martin Stingl (Hrsg.): Ritter – Landespatron – Jugendidol. Markgraf Bernhard II. von Baden. Kohlhammer, Stuttgart 2019, ISBN 978-3-17-036528-5, S. 116–117.